# المشيخة

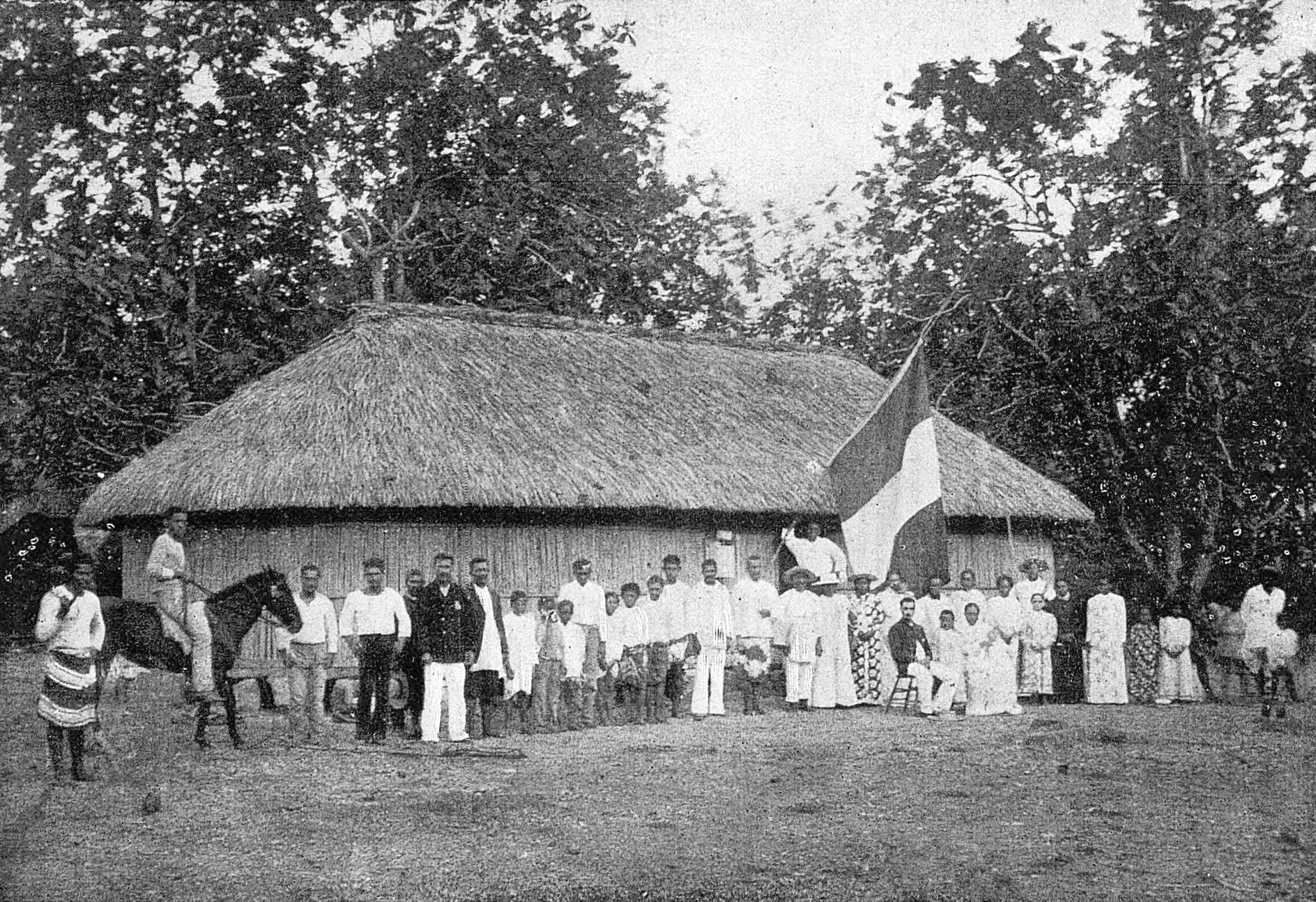

المشيخة هي شكل من أشكال التنظيم السياسي الهرمي في المجتمعات غير الصناعية التي تعتمد عادة على القرابة و النسب ، والتي تحتكر فيها القيادة الرسمية من قبل كبار الأعضاء الشرعيين من الأسر المختارة أو «المنازل». وتشكل هذه النخب أرستقراطية سياسية أيديولوجية بالنسبة للمجموعة العامة.

## المفهوم
في النظرية الأنثروبولوجية، يصف أحد نماذج التنمية الاجتماعية البشرية، المتجذرة في أفكار التطور الثقافي، المشيخة بأنها شكل من أشكال التنظيم الاجتماعي يتصف بأنه أكثر تعقيدًا من مجتمعات القبيلة أو العصبة، وأقل تعقيدًا من الدولة أو الحضارة.
تتميز المشايخ، في النظريات العامة للتطور الثقافي، بأشكال مؤسسية دائمة للقيادة السياسية (الرئيس)، وبصنع القرار بشكل مركزي، وبالتكافل الاقتصادي، والتسلسل الهرمي الاجتماعي.
يمكن وصف المشايخ بأنها مرحلة وسطى بين القبيلة والدولة في المخطط التقدمي للتطور الاجتماعي السياسي الذي صاغه عالم الأنثروبولوجي الأمريكي، ألمان سيرفيس: العصبة، القبيلة، المشيخة، الدولة. ترتكز مكانة رئيس المشيخة على مفهوم القرابة، وبذلك فإن هذا المنصب ينتقل بالوراثة أو بالنسب، على عكس الوضع في القبائل الذي تمنح هذا المنصب للرجل الكبير. تتميز المشايخ أيضًا بتفشي حالة عدم المساواة الاجتماعية. تعد المشايخ مجتمعات تراتبية، وفقًا لمخطط التطور الاجتماعي السياسي التقدمي، الذي صاغه عالم الأنثروبولوجي الأمريكي، مورتون فرايد، والمكون من: نظام قائم على المساواة، نظام تراتبي، نظام طبقي، دولة.

### المشايخ في نظرية علم الآثار
يعد تعريف العالم ألمان سيرفيس للمشايخ على أنها «مجتمعات إعادة توزيع مع وكالة مركزية ذات تنسيق دائم» التعريف الأكثر تأثيرًا وانتشارًا لها في علم الآثار. مع ذلك، يناقش العديد من المختصين في علم الآثار فكرة اعتماد ألمان على إعادة التوزيع باعتبارها الفكرة المركزية في المشايخ، ويركزون على الاختلافات في أساس التمويل (التمويل الأساسي مقابل تمويل الثروة). ناقش ألمان فكرة ابتكار المنصب الإداري لرئيس المشيخة بهدف إعادة توزيع الفائض الزراعي على المجتمعات المتحيزة بيئيًا داخل منطقته (التمويل الأساسي). مع ذلك، لاحظ تيموثي إيرل، عند إعادة دراسته لمشايخ هاواي، أن المجتمعات كانت مكتفية ذاتيًا إلى حد ما، ولم تكن السلع التي أعاد رئيس المشيخة توزيعها سلعًا أساسية، بل كانت سلعًا وجاهية لأتباعه ساعدته في الحفاظ على سلطته (تمويل الثروة).
يشكك بعض العلماء في فائدة نموذج المشيخة في التحقيقات الأثرية. يتمثل أقوى الانتقادات بانتقاد تيموثي بوكيتات، الذي يوضح في كتابه مشايخ وأوهام أثرية أخرى كيف تفشل المشايخ في تفسير التباين الكبير في الأدلة الأثرية للمجتمعات المتوسطة. يرى بوكيتات أن الأسس التطورية لنموذج المشيخة مكبلة بموروثات عنصرية نظرية عفا عنها الزمن، ويمكن إرجاعها إلى نظريات التطور الثقافي للويس مورغان التي وضعها في القرن التاسع عشر. من هذا المنظور، يتم التعامل مع مجتمعات ما قبل الدولة على أنها مجتمعات متخلفة، عاشت في مراحل تاريخية اتسمت بالوحشية والبربرية سبقت قيام الحضارة. يرى بوكيتات في المشيخة فئة مقيدة يجب التخلي عنها، ويتخذ كاهوكيا، منطقة مركزية لحضارة المسيسيبي في أمريكا الشمالية، نموذجًا لدراسته.
مع ذلك، فشل تحد بوكيتات في تقديم بديل سليم لنوع المشيخة. لأنه يصف كاهوكيا بالحضارة، في الوقت الذي يدعي فيه أن المشايخ مجرد وهم، وهو ما يدعم المخطط التطوري الذي يعترض عليه بدلًا من أن يطعن به.

### فئة بسيطة
تتميز المشايخ بمركزية السلطة وبانتشار حالة عدم المساواة، ففيها على الأقل طبقتان اجتماعيتان اثنتان مورثتان (طبقة النخبة وطبقة العامة). (كان في المشايخ القديمة في هاوي أربع طبقات اجتماعية). قد يغير الفرد من طبقته الاجتماعية في حياته من خلال قيامه بسلوك غير اعتيادي. تتكون النخبة الحاكمة في المشيخة من سلالة واحدة /عائلة واحدة، ويكون لها التأثير الأكبر على مجتمعها ولها السلطة والنفوذ. عادة ما تكون القرابة مبدأً تنظيميًا في المشايخ، ومن الممكن للزواج والعمر والجنس أن يؤثر على الوضع الاجتماعي للمرء وعلى دوره في مجتمعه.
تتكون المشيخة البسيطة بشكل عام من مجتمع مركزي محاطٍ ب -أو يقع بالقرب من- عدد من المجتمعات الفرعية الصغيرة. تعترف جميع المجتمعات بسلطة مجموعة واحدة من الأقارب (أو فرد واحد) تتمتع بسلطة مركزية وراثية وتعيش في المجتمع المركزي. لكل مجتمع من المجتمعات الفرعية قائد، وبرتبط قادة المجتمعات الفرعية مع النخبة الحاكمة في المجتمع المركزي بعلاقة تبعية.

## روابط خارجية
- خصائص القبائل
- المشيخة: سلائف القبيلة؟
- أصول وتطور القبائل
- هل كانت المشيخة مزيجًا من الأفكار؟ روبرت ل. كارنيرو. في Grinin LE et al. الدولة المبكرة ، بدائلها ونظائرها. فولغوغراد ، أوشيتل ، 2004.